# Долар, Младен
Мла́ден До́лар (словен. Mladen Dolar, р. 29 января 1951, Марибор) — словенский психоаналитик и философ. Живёт и работает в г. Любляна.
В 1978 году окончил Университет Любляны. Изучал философию и Французский язык под руководством известного философа Божидара Дебеньяка. После этого учился в Университете Париж VII и Университете Вестминистера.
Вместе со Славоем Жижеком и Растко Мочником основали Люблянскую школу психоанализа, которая совмещает идеи лакановского психоанализа и философии немецкого идеализма.
Долар преподаёт в Университете Любляны с 1982 года. С 2010 года является исследователем в Академии Ван Эйка в Маастрихте в Нидерландах. Основные интересы — философия Гегеля (о котором он написал несколько книг, включая двухтомник, посвящённый «Феноменологии духа») и французский структурализм. Также является теоретиком музыки и кинокритиком.

## Статьи
- Кирхмайер, Виктор. Интервью с Младеном Доларом. Художественный журнал. 2001. № 37/38. С.10-11.
- Мазин Виктор. Лекции Младена Долара и Славоя Жижека в Санкт-Петербурге // «Expert Online» /05 сен 2012